# Украшенный травяной попугайчик
Украшенный травяной попугайчик (лат. Neophema elegans) — птица отряда попугаеобразных.

## Внешний вид
Длина тела 22—23 см. Окраска оперения оливково-зелёная; полоска, проходящая через лоб и над глазами, синяя; такого же цвета и сгибы крыльев. Средние перья хвоста серо-синего цвета, остальные светло-жёлтые. У самца на брюхе бледно-оранжевое пятно, у самки и молодых птенцов такого пятна нет.

## Распространение
Обитает в Южной и Западной Австралии.

## Образ жизни
Населяют открытые местности и негустые леса с травянистой растительностью. Основным кормом служат семена травянистых растений. Употребляют также фрукты и плоды диких растений.

## Размножение
Гнездятся один раз в год с августа по октябрь. Гнёздами им служат пустоты в крупных ветвях деревьев или прогнившие пни. В кладке от 4 до 5 белых яиц округлой формы. Насиживает одна самка, самец в это время находится поблизости и кормит самку один раз в день. Насиживание длится 19-21 день. Птенцы вылупляются слепыми, хорошо опушенными. В возрасте 32-35 дней молодые попугайчики покидают гнездо, но родители подкармливают их ещё около 10-12 дней. В неволе живут 12 и более лет.

## Классификация
Вид включает в себя 2 подвида:
- Neophema elegans carteri (Mathews, 1912)
- Neophema elegans elegans (Gould, 1837)